# Kuřim
Kuřim (del alemán: Gurein) es un pueblo de la República Checa, con 9.941 habitantes según censo del 2006, que se encuentra en las coordenadas 49°17′47″N 16°31′32″E / 49.29639, 16.52556.